# Руис, Хоакин
Хоакин Руис (исп. Joaquín Ruiz Llorente; род. 12 января 1959, Мадрид) — испанский дзюдоист, чемпион и призёр чемпионатов Испании и Европы, призёр чемпионата мира, участник трёх Олимпиад.

## Карьера
Выступал в лёгкой весовой категории (до 71 кг). В 1986—1995 годах девять раз становился чемпионом Испании и по разу — серебряным и бронзовым призёром чемпионатов. Чемпион (1988) и бронзовый призёр (1984, 1992) чемпионатов Европы. В 1991 году стал бронзовым призёром чемпионата мира.
На летних Олимпийских играх 1984 года в Лос-Анджелесе занял 13-е место. На следующей Олимпиаде в Сеуле стал седьмым. На Олимпиаде 1992 года в Барселоне занял 18-е место.